# 北川村
北川村（きたがわむら）は、高知県東部の安芸郡に属する村。室戸岬近くの森林に囲まれた林間地帯に位置する。

## 地理

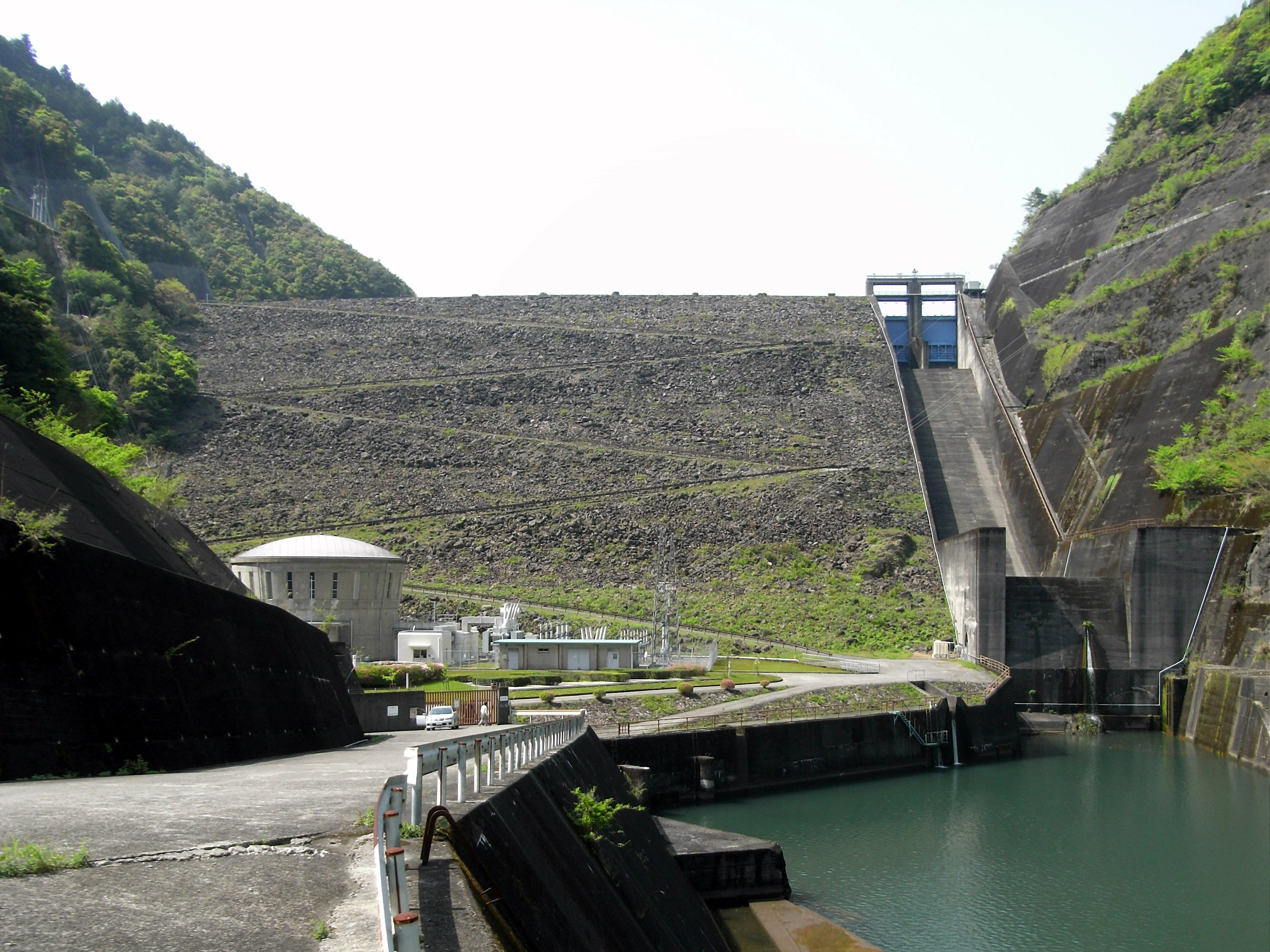
魚梁瀬ダム

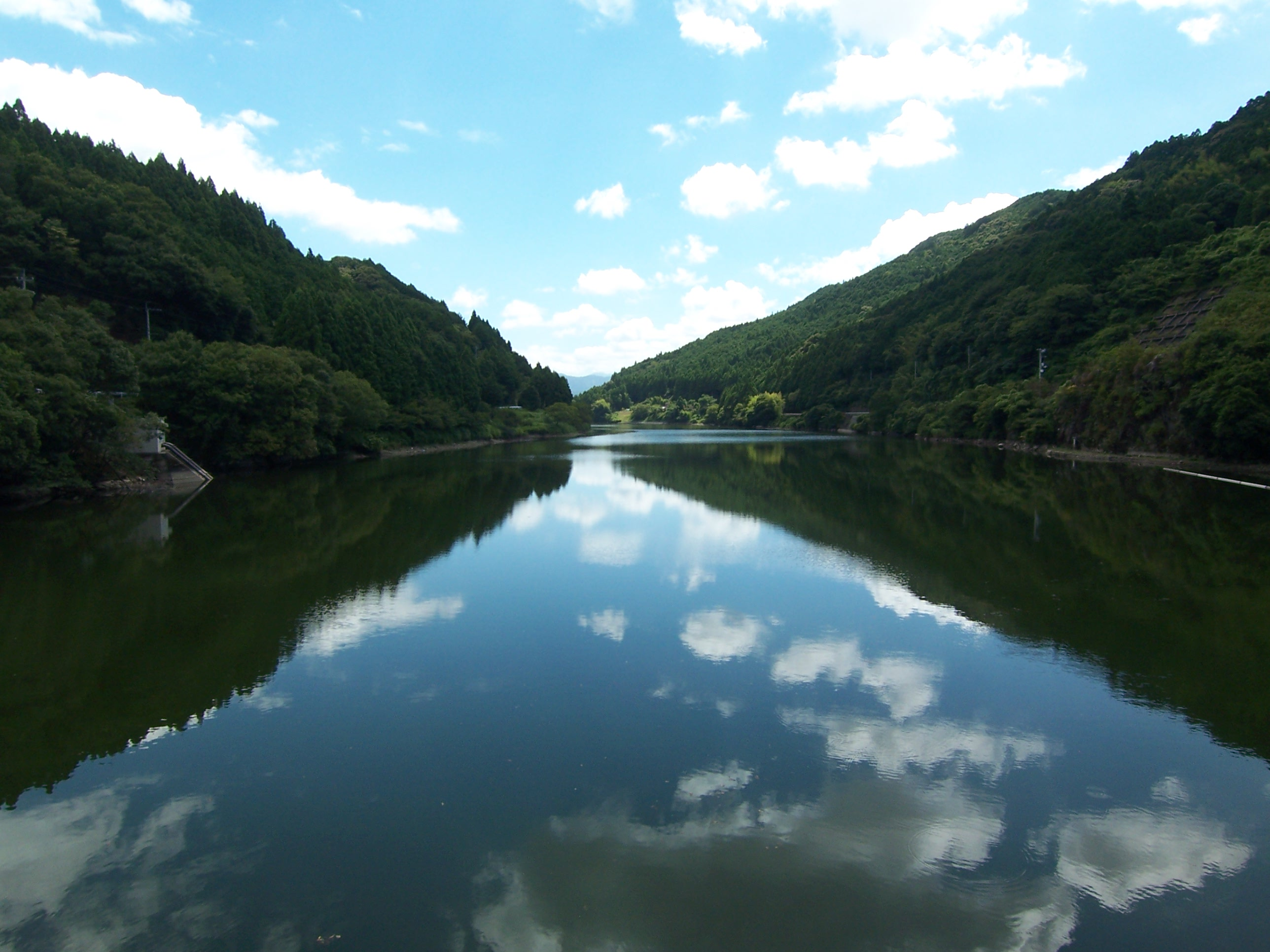
平鍋ダム湖

### 地形

#### 河川
主な川
- 奈半利川

#### 湖沼
主な湖
- 魚梁瀬ダム
- 平鍋ダム

### 人口
| |                                        |  |
| 北川村と全国の年齢別人口分布（2005年） | 北川村の年齢・男女別人口分布（2005年） |  |
| ■紫色 ― 北川村 ■緑色 ― 日本全国 | ■青色 ― 男性 ■赤色 ― 女性              |  |
| 北川村（に相当する地域）の人口の推移 \| 1970年（昭和45年） \| 2,584人 \| \| \| 1975年（昭和50年） \| 2,123人 \| \| \| 1980年（昭和55年） \| 1,907人 \| \| \| 1985年（昭和60年） \| 1,815人 \| \| \| 1990年（平成2年） \| 1,706人 \| \| \| 1995年（平成7年） \| 1,650人 \| \| \| 2000年（平成12年） \| 1,591人 \| \| \| 2005年（平成17年） \| 1,478人 \| \| \| 2010年（平成22年） \| 1,367人 \| \| \| 2015年（平成27年） \| 1,294人 \| \| \| 2020年（令和2年） \| 1,146人 \| \| |                                        |  |
| 総務省統計局 国勢調査より |                                        |  |
| 1970年（昭和45年） | 2,584人                                |  |
| 1975年（昭和50年） | 2,123人                                |  |
| 1980年（昭和55年） | 1,907人                                |  |
| 1985年（昭和60年） | 1,815人                                |  |
| 1990年（平成2年） | 1,706人                                |  |
| 1995年（平成7年） | 1,650人                                |  |
| 2000年（平成12年） | 1,591人                                |  |
| 2005年（平成17年） | 1,478人                                |  |
| 2010年（平成22年） | 1,367人                                |  |
| 2015年（平成27年） | 1,294人                                |  |
| 2020年（令和2年） | 1,146人                                |  |

### 隣接自治体
高知県
- 室戸市
- 安芸郡：東洋町
- 安芸郡：奈半利町
- 安芸郡：田野町
- 安芸郡：安田町
- 安芸郡：馬路村

徳島県
- 海部郡：海陽町

## 歴史

### 沿革
明治
- 1889年（明治22年）4月1日 - 市町村制施行に伴い、北川村、野友村、加茂村、野川村が合併して安芸郡北川村が成立[2]。

### 主な出来事
- 1939年（昭和14年）6月4日 - 魚梁瀬森林鉄道で脱線転覆事故。死亡11人、重傷20余人、軽傷30余人[3]。

## 政治

### 行政

#### 村長
現職村長
- 村長: 上村誠（かみむら まこと）

## 経済

### 第一次産業

#### 農業
- 柑橘
  - ユズ

### 第二次産業

#### 工業
- 食品加工 - ユズ加工

## 教育

### 中学校
村立
- 北川村立北川中学校

### 小学校
村立
- 北川村立北川小学校

## 交通

### 空路

#### 空港
- 村内に空港は存在しない。
  - 最寄りの空港は、高知龍馬空港（南国市）である。

### 鉄道
- 村内に鉄道駅は存在しない。
  - 最寄り鉄道駅は、土佐くろしお鉄道阿佐線（ごめん・なはり線）奈半利駅である。

かつては村内各所や馬路、奈半利などに魚梁瀬森林鉄道が通っており、一部路線では一般客も乗車可能であったが、昭和38年に廃止されている。

### 路線バス
- 北川村営バス（いずれの路線も1日数便のみの運行で、デマンド区間も存在する。日曜運休）
  - 奈半利駅 - モネの庭 - 野友 - 柏木 - 小島 - 落合 - 島 - 久江ノ上 - 久木分岐
  - 野友 - 宗ノ上
  - 野友 - 野川
  - 小島 - 落合 - 竹屋敷
  - 島 - 落合 - 竹屋敷

バス時刻表 (PDF)  -北川村 
- 高知東部交通
  - 安芸営業所 - 安芸駅 - 安田 - 馬路 - 釈迦分岐（久木分岐） - 魚梁瀬

### 道路

#### 高速道路
- 北川奈半利道路（地域高規格道路）

#### 国道
- 国道493号

#### 県道
主要地方道
- 高知県道12号安田東洋線
- 高知県道54号魚梁瀬公園線

一般県道
- 高知県道207号西谷田野線

## 観光

### 名所・旧跡
主な寺院
- 妙楽寺

主な神社
- 星神社

主な史跡
- 岩佐関所跡

### 観光スポット
- 北川村温泉ゆずの里[5]
- 北川村モネの庭マルモッタン[6]
- 中岡慎太郎館[7]
- 魚梁瀬ダム
- 不動の滝
- 宿屋杉
- 腹痛の大岩

## 文化・名物

### 祭事・催事
- ゆずの里コンサート
- 中岡迂山記念全国書展
- 中岡慎太郎とゆず祭り
- 星神社のお弓祭り
  - 2年に1度、奇数年の1月8日に催され1008本の矢が通される[8]。

### 名産・特産
- ユズ・ユズ加工品

## 出身関連著名人

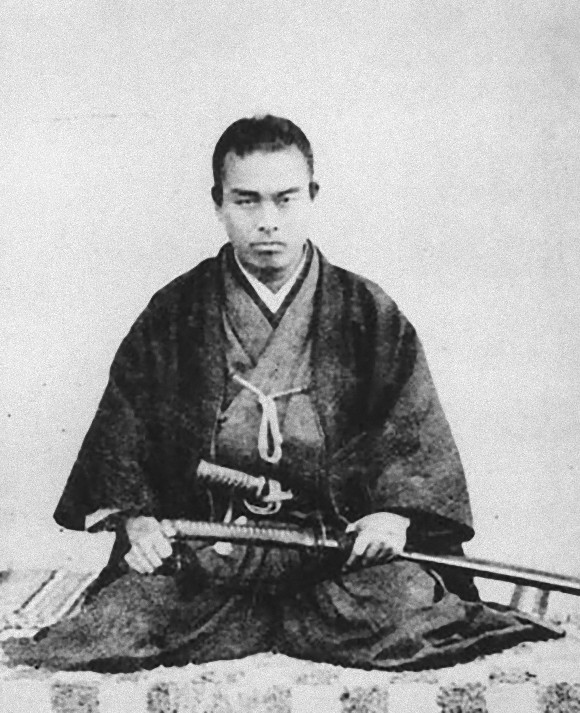
中岡慎太郎

### 出身著名人
歴史上の人物
- 中岡慎太郎（幕末期の志士）